# M2 Hyde

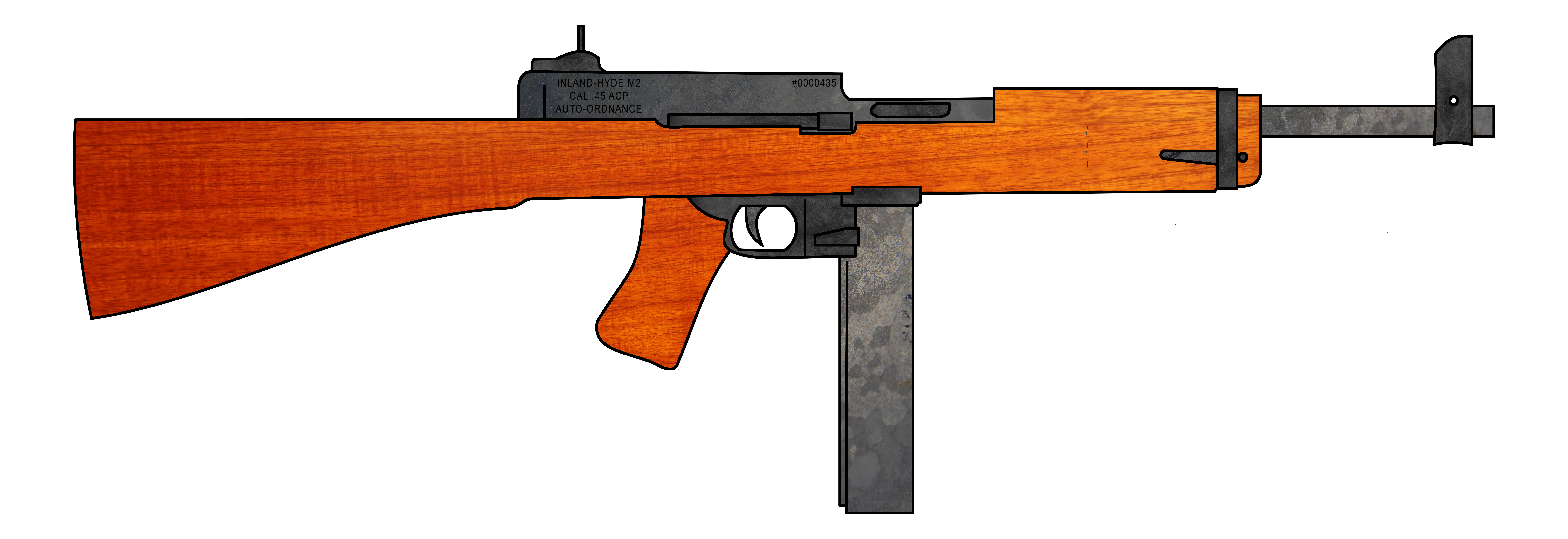
Getekende M2 Hyde

De Hyde-Inland M2 is een pistoolmitrailleur (of machinepistool) van het Amerikaanse leger ontwikkeld in 1942. De productiemodellen zijn gemaakt door Marlin Firearms omstreeks begin mei 1943. De M2 Hyde was bedoeld als een alternatief voor de M3 pistoolmitrailleur. Het kaliber van de M2 Hyde is .45 ACP en de capaciteit is 20-30 patronen per magazijn. In totaal zijn er 400 M2 Hyde's geproduceerd maar geen enkele ervan is afgegeven aan divisies van het Amerikaanse leger.